# Mezinárodní letiště Adena Abdulleho Mogadišu
Mezinárodní letiště Adena Abdulleho Mogadišu (IATA: MGQ, ICAO: HCMM), od roku 2007 přejmenované po prvním somálském prezidentovi Adenu Abdullahu Osmanu Daarovi, je mezinárodní dopravní letiště somálského hlavního města Mogadiša. Leží 12 kilometrů jihozápadně od města, přímo na pobřeží indického oceánu a disponuje jednou asfaltovou dráhou.

## Historie
Roku 1977 zde byla německou GSG9 osvobozena rukojmí z uneseného letadla Landshut.
Během operace UNOSOM (Operace Obnovená naděje, angl. Operation Restore Hope) po somálské občanské válce sloužilo letiště jako základna americké námořní pěchoty. Poté nemohlo být osm let používáno kvůli válce. Letiště bylo znova otevřeno 15. června 2006 Unií Islámského práva která získala kontrolu nad velkou částí somálska.